# Rhynchobatus
A Rhynchobatus a porcos halak (Chondrichthyes) osztályának Rhinopristiformes rendjébe, ezen belül a Rhinidae családjába tartozó nem.

## Tudnivalók
A Rhynchobatus-fajok az Indiai- és a Csendes-óceánok trópusi és szubtrópusi részein fordulnak elő; csak egy faj, a R. luebberti nevű található meg az Atlanti-óceán keleti felén. Méretük fajtól függően 81-300 centiméter között változik.

## Rendszerezés
A nembe az alábbi 8 élő faj tartozik:
- Rhynchobatus australiae Whitley, 1939
- Rhynchobatus cooki Last, Kyne & Compagno, 2016[2]
- Rhynchobatus djiddensis (Forsskål, 1775)
- Rhynchobatus immaculatus Last, H. C. Ho & R. R. Chen, 2013[3]
- Rhynchobatus laevis (Bloch & J. G. Schneider, 1801) - típusfaj
- Rhynchobatus luebberti Ehrenbaum, 1915
- Rhynchobatus palpebratus Compagno & Last, 2008
- Rhynchobatus springeri Compagno & Last, 2010

### Fordítás
- Ez a szócikk részben vagy egészben  a   Rhynchobatus című angol Wikipédia-szócikk ezen változatának fordításán alapul.  Az eredeti cikk szerkesztőit annak laptörténete sorolja fel. Ez a jelzés csupán a megfogalmazás eredetét és a szerzői jogokat jelzi, nem szolgál a cikkben szereplő információk forrásmegjelöléseként.